# Gienah
Gienah (epsilon Cygni) is een heldere ster in het sterrenbeeld Zwaan.